# Grafik
Die Grafik (von altgriechisch γραφική [τέχνη] graphiké [téchne], deutsch ‚zeichnende/malende [Kunst]‘), auch die Graphik, ist im weitesten Sinn der Sammelbegriff für alle künstlerischen oder technischen Zeichnungen einschließlich der Typografie und Computergrafik sowie deren manuelle drucktechnische Vervielfältigung.
In der engsten Begriffsverwendung bezieht sich Grafik allein auf die künstlerische Druckgrafik, die zur bildenden Kunst gehört. Eine Originalgrafik entsteht eigenständig, unabhängig von Vorlagen und in der Absicht, die Techniken der Druckgrafik für den künstlerischen Ausdruck zu nutzen. Das einzelne Exemplar der Vervielfältigung einer künstlerischen Grafik bezeichnet man als Abzug oder Blatt.

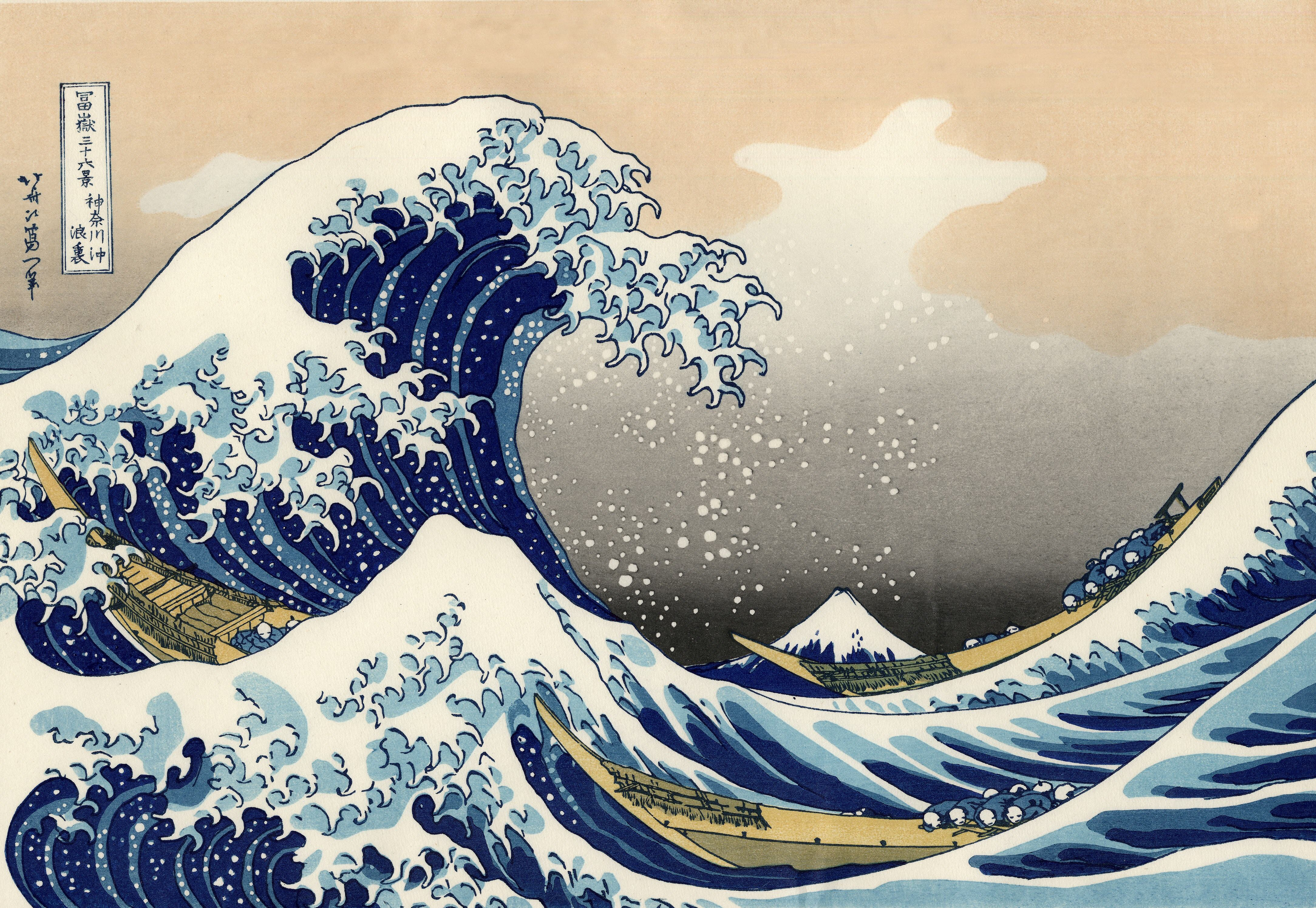
Japanischer Farbholzschnitt von Katsushika Hokusai: Die große Welle vor Kanagawa (ca. 1830)

## Gliederung der druckgrafischen Verfahren
Die im künstlerischen Bereich verwendeten druckgrafischen Verfahren lassen sich in folgende Gruppen gliedern:
- Durchdruck (Serigrafie, Siebdruck)
- Flachdruck: Lithografie
- Hochdruckverfahren: Holzschnitt, Holzstich, Schrotschnitt, Weißlinienschnitt, Teigdruck, Clair-obscur, Camaieu-Schnitt, Linolschnitt, Montagedruck/Materialdruck, Zinkätzung
- Tiefdruckverfahren:
  - Ätzverfahren: Radierung, Aquatinta, Heliogravüre, Punktiermanier, Weichgrundätzung (Vernis Mou)
  - Manuelle Stichverfahren: Kupferstich, Stahlstich, Punzenstich, Punktstich, Schabkunst (Mezzotinto), Kaltnadelradierung, Kreidemanier
- Verschiedene Verfahren, wie Monotypie und Glasklischeedruck

Durch die fortschreitende technische Entwicklung verwenden Künstler auch neue Verfahren wie Tintendruck und Thermosublimationsdruck.

## Die Geschichte der Druckgrafik

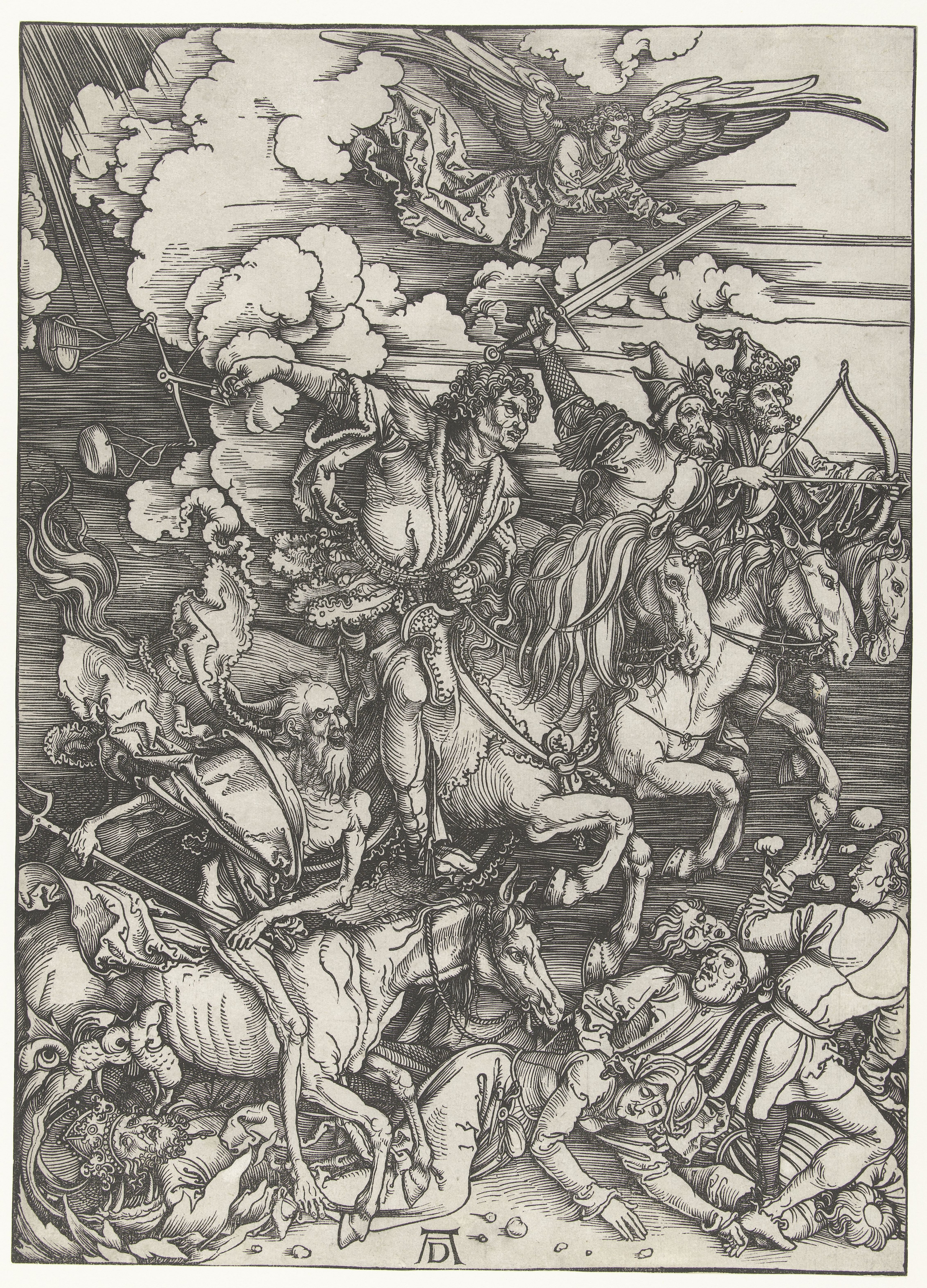
Die apokalyptischen Reiter; Holzschnitt, Albrecht Dürer

Alle grafischen Techniken wurden zur Zeit ihrer Entwicklung nicht für einen speziellen künstlerischen Gebrauch entwickelt und daher auch zunächst nicht gezielt von Künstlern genutzt. Der Einblattholzschnitt entstand um 1400 aufgrund eines wachsenden Bedarfs nach Andachtsbildern. Billiger, schneller und produktiver als mit den zuvor in Klöstern manuell gezeichneten Bildchen ließ sich der Wunsch breiter Bevölkerungsgruppen nach privatem Bildbesitz befriedigen. Sie wurden in Klöstern und an Wallfahrtsstätten verkauft, um mit ihrer Hilfe die Gläubigen an der magischen Wirkung der „Urbilder“ teilnehmen zu lassen. Die Einblattholzschnitte – heute als die ältesten grafischen Kunstwerke in Mitteleuropa verstanden – stellten für ihre Besitzer Gebrauchsgüter dar, vor denen man in den eigenen vier Wänden seine private Andacht verrichtete.
Die Entstehung des Holzschnitts geht mit der Verbreitung der Papierherstellung einher. Die massenweise und im Vergleich zur Pergamentherstellung wesentlich billigere und schnellere Produktion des Papiers war die entscheidende Voraussetzung für diese Technik, die bald durch den Kupferstich ergänzt wurde. Das früheste Blatt, das in der Kupferstichtechnik ausgeführt wurde, datiert aus dem Jahr 1446 und ist damit nur wenige Jahrzehnte jünger als der älteste datierte Holzdruck. Im Vergleich zum Holzschnitt erlaubte der Kupferstich reichere Darstellungs- und Ausdrucksmöglichkeiten, weil hier nahezu stufenlos alle Töne zwischen zartestem Grau und Schwarz erzielt werden konnten und nicht – wie beim Holzschnitt – nur die Unterscheidung von Weiß und Schwarz. Bis zur Entwicklung des Holzstichs zu Beginn des 19. Jahrhunderts durch Thomas Bewick war der Kupferstich die bevorzugte Technik der Buchillustration.

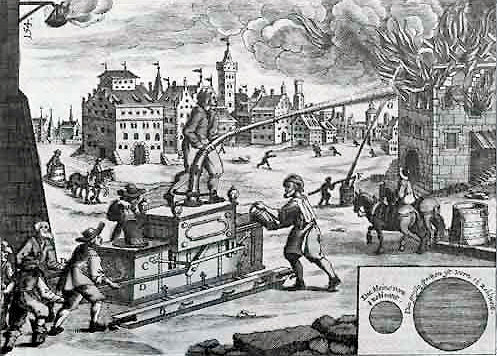
Beispiel eines Kupferstichs aus dem Jahre 1661 – Kupferstich erlaubte eine im Vergleich zum Holzschnitt stärkere Abstufung der Tonalität eines Bildes

Künstlerisch führte Albrecht Dürer (1471–1528) sowohl den Holzschnitt als auch den Kupferstich zur Perfektion. Von seinen großen grafischen Meisterwerken seien exemplarisch der Zyklus Marienleben (Holzschnitt, 1502/1505) sowie die zwei Blätter Ritter, Tod und Teufel (Kupferstich, 1513) und Melencolia I (Kupferstich, 1514) genannt. Dürer hat genau wie Tizian, Michelangelo und Raffael die Bedeutung der Druckgrafik auch darin gesehen, den eigenen künstlerischen Ruf zu verbreiten und über den Vertrieb der Blätter Einkünfte zu generieren. So hat Dürer beispielsweise seine druckgrafischen Zyklen im eigenen Verlag verlegt und über den Buchhandel vertrieben. Der Vertrieb druckgrafischer Blätter hatte auch zur Folge, dass neue künstlerische Entwicklungen schnell und gleichmäßig in ganz Europa Verbreitung fanden.
Der aufwändige manuelle Arbeitsprozess, mit dem beim Kupferstich die Linien in die Druckplatte eingegraben wurden, wurde durch die Entwicklung der Radierung vereinfacht. Hier wird die Platte durch chemisches Ätzen bearbeitet. Die frühesten Radierungen datieren auf das Jahr 1513. Die Radierung erreichte zwar nicht die Abbildungspräzision des Kupferstichs und löste damit auch dieses Ausdrucksmittel nicht als wichtigstes Medium der Buchillustration ab, sie erweiterte die druckgrafischen Techniken jedoch um die Möglichkeit, den individuellen Zeichenstil wiederzugeben. Frühe Meister dieser Technik waren etwa Matthäus Merian und Wenzel Hollar.
Aber auch die Radierung begrenzte die Druckgrafik noch auf die Darstellung von Linien. Das änderte sich mit der Schabtechnik (auch Mezzotinto genannt), die Ludwig von Siegen (1609–1680) entwickelte. Mit ihr konnte erstmals für ganze Bildpartien ein einheitlicher Flächenton erzielt werden. Dies geschah durch ein sehr arbeitsaufwändiges Aufrauen der Druckplatte. Die Technik der Aquatinta, die zwischen 1765 und 1768 von Jean Baptiste Leprince entwickelt wurde, ersetzte dieses manuelle Verfahren durch ein chemo-technisches.
Mit der Entwicklung der Lithografie durch Alois Senefelder um 1803 setzte sich die chemo-technische Rationalisierung der Drucktechniken fort. Die Herstellung der Druckplatten verbreitete und beschleunigte sich, womit sich diese Technik auch für die sich rasch ausbreitende Tagespresse eignete. Für die Künstler entstand nicht nur eine neue Ausdrucksmöglichkeit, sondern es erschlossen sich auch neue Berufsfelder: sie wurden zu Zeitungszeichnern und Karikaturisten wie beispielsweise Honoré Daumier.

## Merkmale eines Grafikabzuges

### Original und Reproduktion
Während nach landläufiger Auffassung der Begriff des Originals die Eigenschaft der Einmaligkeit beinhaltet (Unikat), entsteht die Druckgrafik grundsätzlich in einer Mehr- oder Vielzahl von Exemplaren (Multiple). Doch kann dann unter bestimmten Voraussetzungen jeder druckgrafische Abzug als Original angesehen werden, gleichgültig, wie viele Exemplare des Drucks vorhanden sind. Als Einmaligkeit wird hier der Ausdruck der künstlerischen Gedanken, Vorstellungen und Ideen verstanden, die „nur“ mit den technischen Möglichkeiten des Drucks realisiert werden könnten. Lothar Lang schreibt dazu: „… [die Originalgrafik] verfügt über nur ihr zuhandene spezifische Ausdrucksmöglichkeiten, die allein durch die Mittel der grafischen Verfahren realisiert werden können. Insofern ist Druckgrafik durch keine andere bildende Kunst ersetzbar und auch in kein anderes Medium des Bildnerischen aufzulösen: Die Einmaligkeit der Druckgrafik kann nicht in Frage gestellt werden.“ Dem entspricht die prägnante Definition, die Erich Brauer zugeschrieben wird: Es handelt sich um Originalgrafik, „wenn die künstlerische Gestaltung des Bildes mit der Technik eines bestimmten Druckverfahrens untrennbar verbunden ist.“ Dann spielt es keine Rolle, ob nur ein oder mehrere Abzüge hergestellt werden; andererseits existiert das künstlerische Werk vor dem ersten Abzug noch nicht, es existiert erst und nur in seinen Abzügen. Beschrieben ist damit der Idealfall, dass der Künstler unmittelbar und eigenhändig, allenfalls unter Beiziehung von Gehilfen, das Druckmedium bearbeitet, mittels dessen er die Abzüge herstellen (lassen) will, und die speziellen Charakteristika der Druckform und ihrer Bearbeitung als Ausdrucksmittel für seine Bildgestaltung nutzt. Anschaulich wird das etwa bei Holzschnitt und Radierung, den klassischen und noch im Expressionismus (Emil Nolde, Christian Rohlfs) verbreiteten Techniken der Druckgrafik.
Eine Reproduktionsgrafik dagegen wird nach einem künstlerisch fertigen Vorbild hergestellt. Sie ist die bloß kopistische oder gar mechanische Übertragung eines autonomen Kunstwerkes wie etwa eines Gemäldes oder einer Zeichnung in eine druckgrafische Technik. Reproduktionsgrafiken erzeugte beispielsweise bereits im 17. Jhrh. Peter Paul Rubens, indem er von seinen Gemälden Kupferstiche herstellen ließ und zu Werbezwecken in Umlauf brachte. Siehe auch: Klischeedruck.
Das heißt aber nicht, dass jedes Zusammenwirken mehrerer Akteure von vornherein ausgeschlossen wäre. Es handelt sich immer noch um Originalgrafik, wenn ein Künstler sein Werk nicht unmittelbar auf Stein oder Platte zeichnet oder schneidet, sondern auf Papier oder anderem Malgrund entwirft, damit ein zweiter Graveur es auf die Druckform überträgt. Eine Partnerschaft dieser Art begründeten etwa im 18. Jhrh. Giovanni Giuseppe Allezard und Ferdinando Fambrini zur gemeinschaftlichen Herstellung maritimer Kupferstiche. Zweifelhaft wird die Einordnung bei Stahlstichen renommierter Graveure, die im England des 19. Jhrh. nach Bildern von William Turner zur Buchillustration verwendet wurden. Später druckten in Paris Mourlot und Sauret Litho- und Heliographien, Raymond Jacquet sogar Holzschnitte nach zeitgenössischen Entwürfen und Gemälden von Georges Braque bis Maurice Vlaminck. Noch verwirrender wird es, wenn ein Maler wie Edvard Munch eigene Gemälde als Radierung oder Lithographie repliziert, und in diesem Zusammenhang gelingt Lothar Lang der ebenso verwirrende Satz: „Diese Reproduktionsgrafiken sind..... originale Stiche bzw. Lithographien.“
Die Zweifel resultieren zum einen daraus, dass häufig nicht klar ist, ob der maßgebliche Künstler sein Werk speziell als Druckvorlage schaffen wollte oder der Graveur dieser ein fertiges Gemälde zugrunde gelegt hat. Zum zweiten ersetzen moderne drucktechnische Verfahren die Hand des Künstlers oder Graveurs bei der Bearbeitung der Druckform weitgehend oder ganz durch fotomechanische Übertragung von einem anderen Medium. Viele bedeutende Künstler wie Fernand Léger, Georges Rouault, Willi Baumeister, Victor Vasarely und Andy Warhol integrierten fotomechanische Verfahren, verwendeten Fotonegative, arbeiteten mit Offset-Drucken etc., ohne dass man ihrer Arbeit deswegen die Anerkennung als Originalgrafik absprechen wollte. Diese Transformationstechniken funktionieren akkurat und als solche unauffällig in dem Sinne, dass sie dem Resultat, anders als etwa der Holzschnitt, keine charakteristische Prägung verleihen. So lässt sich beim Offset- und beim Siebdruck der fotomechanisch erzeugte Abzug sowohl von einem aus unmittelbarer Zeichnung auf die Druckfolie oder die Schablone entstandenen als auch von der gezeichneten oder aquarellierten Originalvorlage oft kaum unterscheiden. Andererseits nutzen Künstler die fotomechanische Übertragung nur ausnahmsweise als spezifisches Gestaltungsmittel, etwa bei Kombinationsdrucken, die unterschiedliche Techniken auf eine Druckform anwenden oder verschiedene Druckformen für einen Druck verwenden (Robert Rauschenberg). Es fällt daher schwer, die Technik der fotomechanischen Druckverfahren als Wesensmerkmal einer künstlerischen Gestaltung einzustufen.
Freilich könnte man die Zweckbestimmung eines künstlerischen Entwurfs für die grafische Vervielfältigung, sofern man das zum maßgeblichen Kriterium erheben will, daran festmachen, dass der Entwurf anschließend vernichtet wird und so kein Eigenleben entfalten kann, aber ganz abgesehen davon, dass dessen späterer Verbleib meist nicht dokumentiert ist, warum sollte man das tun, sind doch die Druckformen früherer Stiche und Schnitte zwar häufig, aber auch nicht zwangsläufig unbrauchbar gemacht worden.
Die schöpferische Eigenleistung der ausführenden Person andererseits ist bei einem Stich oder einer Lithographie größer als bei fotomechanischer Übertragung, desgleichen bei handkolorierten Abzügen, sofern nicht der Künstler selbst die Blätter koloriert, aber das ist dann eben der Beitrag des Graveurs und nicht mehr des eigentlichen Urhebers. Dessen Rolle kann akzentuiert werden, indem er die Übertragung oder Kolorierung anleitet und überwacht und dies durch seine Originalsignatur dokumentiert. Oftmals freilich drückt diese nicht mehr aus als das Einverständnis mit dem Druck, welches schon urheberrechtlich vorausgesetzt werden kann. Insgesamt gibt es also Nuancen der Authentizität, die in der kategorischen Antithese von Originalgrafik und Reproduktion untergehen, die im Übrigen meist weder dem einzelnen Abzug anzusehen noch anderweitig dokumentiert sind. Entscheidend sollte sein, ob die künstlerische Intention des Künstlers in der grafischen Verwirklichung zum Ausdruck kommt, und wenn man das auch beim fotomechanischen Verfahren an einem äußerlichen Anhaltspunkt festmachen will, dann vielleicht doch am besten an der Originalsignatur, selbst wenn diese den damit verknüpften Erwartungen nicht immer gerecht wird.
Bei einer Kolorierung der Druckexemplare von Hand, früher bei Kupfer- und Stahlstichen weit verbreitet, wurde üblicherweise eine möglichst weitgehende Übereinstimmung angestrebt. Zuweilen soll aber bei niedrigen Auflagen gerade die individuell unterschiedliche Farbgebung einen „unikatähnlichen“ Anspruch begründen.

### Auflage und Abzug
Das einzelne, durch den Druckprozess entstehende Blatt nennt man „Abzug“, die Gesamtzahl der Abzüge heißt die „Auflage“. Die Höhe der Auflage zu bestimmen, ist das Recht des Künstlers. Blieb früher durch die materialbedingte Abnutzung der Druckform (beispielsweise einer Zink- oder Kupferplatte) die Höhe der Auflage einer Druckgrafik auf eine geringe Anzahl beschränkt, ermöglicht heute die Möglichkeit der Verstählung der Druckplatte auch eine sehr hohe Auflage. Bei Hochdruckgrafiken liegt die Auflage meistens zwischen 20 und 100 Abzügen.
Die Limitierung der Auflage durch den Künstler, die er eigenhändig auf dem Blatt, nicht auf der Platte vermerkt, ist letztlich auch eine Wertfeststellung. Je niedriger die Auflage ist, desto wertvoller ist der Abzug.
Ein Qualitätsmerkmal ist eine niedrige Abzugsnummer bei einer modernen Grafik nur bei einer unverstählten Kaltnadelradierung, weil hier jeder folgende Druck eine größere Plattenabnutzung hervorruft.
Sind die Abzüge einer Auflage und die begleitenden Probe- und Künstlerabzüge hergestellt, ist es üblich, die Platte unbrauchbar zu machen, d. h. sie wird „gekreuzt“: Dies geschieht beispielsweise, indem man auf der Platte mehrere gekreuzte Schnitte anbringt.
Druckgrafik aus Künstlernachlässen kann vom Nachlassverwalter mit einem Blindstempel versehen und der Prägestempel anschließend vernichtet werden, um unberechtigte Nachdrucke erkennbar zu machen.

### Unterschrift und Nummerierung
Die Signatur eines Künstlers, üblicherweise als mehr oder minder ausgeschriebener oder abgekürzter Namenszug, dient dazu, ihm ein Werk zuzuordnen und seine Urheberschaft zu beglaubigen. Damit sollte ursprünglich verbürgt werden, dass es sich um eine Original-Druckgrafik handelt, also die Druckform vom Künstler selbst geschaffen und im Handdruckverfahren und in limitierter Auflage von ihm oder einem Drucker abgezogen wurde. Bei grafischen Vervielfältigungen erlaubt bereits die Signatur der Vorlage oder Druckform die Zuordnung („im Stein signiert“). Bei modernen technischen Vervielfältigungsverfahren gilt dies nur sehr eingeschränkt, ist stattdessen die handgeschriebene Unterschrift des Künstlers auf dem einzelnen Blatt sehr verbreitet.
Dagegen gibt es bei bekannten Künstlern der klassischen Moderne wie Pablo Picasso, Georges Braque, später Andy Warhol auch nicht handsignierte Druckgrafik in großer Zahl, die in denselben Druckverfahren geschaffen wurde wie handsignierte Exemplare, zuweilen aus derselben Edition oder nach derselben Vorlage. Aufgrund der beinahe oder vollkommenen technischen Gleichwertigkeit wird die individuelle Signatur manchmal als „teuer bezahltes Künstlerautogramm“ bezeichnet.
Für die handschriftliche Signatur einer Grafik wird meistens Bleistift verwendet, weil eine Bleistiftsignatur nur schwer zu radieren oder zu verändern ist, ohne dabei die Papierfasern zu beschädigen. Die Signatur wird üblicherweise in der unteren rechten Ecke angebracht. Der etwaige Titel der Grafik steht in der Mitte.
In neuerer Zeit wird eine Druckauflage begrenzten Umfangs zumeist in laufender Folge durchnummeriert. Diese Nummerierung muss nichts über die tatsächliche Druckreihenfolge aussagen, es ist eine Kennzeichnung, die die Zuordnung des Abzuges zu einer Auflage ermöglicht. Deshalb wird auf jedem Abzug auch die Gesamtauflage erwähnt. Die laufende Nummer und die Höhe der Auflage werden durch einen Schrägstrich getrennt. Eine Druckgrafik, die beispielsweise die Kennzeichnung 20/100 trägt, ist die Nr. 20 einer Auflage von 100 Stück. Die Nummerierung wird üblicherweise in der unteren linken Ecke des Abzuges vermerkt. Eine Nummerierung nach der Druckreihenfolge ist nur bei Druckverfahren mit deutlicher Abnutzung der Druckform, wie z. B. einer Kaltnadelradierung auf Zink sinnvoll.
Am Kunstmarkt ist die Nummerierung unabhängig davon als Bezeichnung der Herkunft aus einer beschränkten Auflage ein wertbestimmender Faktor, ebenso die individuelle Signatur durch den Künstler als höchstpersönliche Beglaubigung der Echtheit bzw. Richtigkeit und der Urheberschaft. Beides wird in gewissen Fällen angezweifelt, siehe bei Salvador Dalí. Davon abgesehen, sollte der künstlerische Rang einer Grafik ohnehin nicht von der Höhe der Auflage und der individuellen Signatur abhängig gemacht werden.

### Eigendruck und Fremddruck
Bei einem Abzug kann es sich um den Eigendruck eines Künstlers handeln. Es ist jedoch durchaus üblich, dass der Künstler den Abzug durch einen Drucker, also einen hochqualifizierten Handwerker, vornehmen lässt. Ein Meisterdrucker garantiert für höchste technische Vollendung.
Häufig ist bekannt, welcher Drucker für den Künstler die Abzüge ausführte:
- Horst Arloth, Leipzig, für Bernhard Heisig und Gerhard Altenbourg
- Atelier Fernand Mourlot, Paris, für Georges Braque, Pablo Picasso, Arno Breker, Salvador Dalí, Jean Dubuffet
- Atelier Clot für Toulouse-Lautrec
- Atelier Desjobert für Pablo Picasso und Marc Chagall
- die Lithodrucker Ehrhardt und Sohn, Dresden, für Otto Dix und Hans Theo Richter
- Hartmut Frielinghaus für Horst Janssen
- Peter Fetthauer für Horst Janssen und Paul Wunderlich (Kaltnadelradierung)
- William Garrett für Thomas Bewick
- Max Uhlig für Carlfriedrich Claus, Otto Niemeyer-Holstein oder für Hans Theo Richter
- Lithographisches Atelier Leipzig für Neo Rauch, Matthias Weischer, Christoph Bouet, Rolf Münzner, Christoph Ruckhäberle, Johannes Rochhausen, Tilo Baumgärtel
- Obergrabenpresse für A. R. Penck und Strawalde
- Manfred Hügelow für Karl Otto Götz
- Luitpold Domberger für Max Ackermann, Josef Albers, Willi Baumeister, Max Bill, Richard Estes, Adolf Fleischmann, Otto Herbert Hajek, Richard Hamilton, Robert Indiana, Nicholas Krushenick, Roy Lichtenstein, Georg Karl Pfahler, Victor Vasarely und Ben Willikens

### Vorzugsstücke der traditionellen Grafik
Einige Drucke (maximal 10 Prozent der Auflage) werden mit „E.A.“ (e. a.) oder Epreuve d’artiste gekennzeichnet. Dies sind so genannte Künstlerdrucke, die außerhalb der verkauften Auflage vorweg für den Künstler selbst gedruckt werden. Seriös ist es, wenn ein Künstler auch diese Serie nummeriert. Dies geschieht zur Unterscheidung von der normalen Nummerierung in römischen Ziffern, also etwa „E.A./ IV.“ Üblich ist auch die Bezeichnung „h.c.“ (hors de commerce – „nicht für den Handel“). In Großbritannien werden diese Abzüge auch mit artist’s proof gekennzeichnet.
Probedrucke sind Zustandsdrucke (auch Epreuve d’état), die während der Arbeit an der Platte entstehen und werden häufig mit „P/A“ (Probeabzug) gekennzeichnet. Der Probeabzug setzt eine weitere Veränderung der Arbeit voraus. Sie können besonders aufschlussreich sein, weil sie teilweise Einblick in die Arbeitsweise des Künstlers geben und weil an ihnen die Entstehung des Werkes verfolgt werden kann.
Bei den Radierungen Rembrandts sind 7 bis 9 Zustände keine Seltenheit, bei Käthe Kollwitz gibt es Abzüge vom 11. Zustand, bei Picasso kennt man bis zu 30 Zustandsdrucke. Diese Unikate, die oft auch farblich von der späteren Auflage abweichen, werden von Sammlern besonders geschätzt und sind umso begehrter, je älter und berühmter der Künstler ist.
Der Abzug vom endgültigen Zustand eines Druckträgers, der vor der Auflage gemacht wird, wird als „E.E.“ (Epreuve d'Essai) gekennzeichnet.
Zuschussabzüge sind Abzüge, die zusätzlich zur Auflage gedruckt werden, um gegebenenfalls einen fehlerhaften Abzug ersetzen zu können.
Die Variante gibt es in der farbigen Grafik. So ist bei einer Lithografie in drei Farben der Druck von einer weiteren, vierten Farbe eine Variante. Die Farbholzschnitte von Ernst Ludwig Kirchner beispielsweise existieren in zahlreichen Varianten. Varianten werden (wie auch die Zustandsdrucke) in den Werkverzeichnissen nachgewiesen.
Zuweilen machen Künstler am Rande eines Steines oder einer Radierplatte ein Zeichen oder eine Skizze für die Ätzprobe, um die Wirkung der Ätzflüssigkeit kontrollieren zu können. Die Skizze wird in der Regel vor dem Auflagendruck entfernt. Manchmal bleiben diese Remarques jedoch stehen und erscheinen nicht nur auf den Probedrucken, sondern auf allen Abzügen. Diese Abzüge nennt man dann Remarque-Drucke.
Vorzugsdruck werden Drucke auf besonders ausgewähltem Papier genannt, das für die normale Auflage nicht verwendet worden ist. Im Allgemeinen sind sie römisch nummeriert.

### Werkverzeichnis
Werkverzeichnisse enthalten in chronologischer Folge, gegliedert nach Techniken, alle bekannten Arbeiten eines Künstlers und deren Beschreibung, die häufig durch Abbildungen ergänzt ist. Sie werden in aller Regel nur für sehr bedeutende Künstler erstellt. Werkverzeichnisse kann man in großen Bibliotheken oder in so genannten Kupferstichkabinetten einsehen.

## Grafik in technischen Disziplinen und der Medientechnik
In den technischen Disziplinen und der Medientechnik steht der Begriff Grafik für Abbildungen (teilweise auch Skizzen), die auf geometrische Grundformen reduziert werden können. Typische Beispiele hierfür sind Strich- und Linienabbildungen (Unternehmenslogos, manche Piktogramme). Als Bilder bezeichnet man dagegen Abbildungen, die nicht aus geometrischen Grundformen zusammengesetzt sind – vor allem fotorealistische Abbildungen.
Im Zusammenhang mit Datenformaten werden Bilder und Grafiken oft zusammengefasst unter dem Begriff Grafikformate. Bei den Grafikformaten kann unterschieden werden zwischen Vektorgrafik und Rastergrafik. Für Rastergrafiken wird auch die aus dem Englischen entlehnte Bezeichnung Bitmap verwendet.
Für manche Grafiken wird auch der Begriff GFX verwendet.

## Grafische Berufe
Zu den grafischen Berufen zählen:
- Drucker
- Formschneider
- Gestaltungstechnischer Assistent
- Grafiker
- Illustrator
- Kopigrafiker
- Kupferstecher
- Mediengestalter Digital und Print
- Polygraf
- Webdesigner